# İmamqulubəyli (Ağcabədi)
İmamqulubəyli è un comune dell'Azerbaigian situato nel distretto di Ağcabədi.